# Egon Orowan

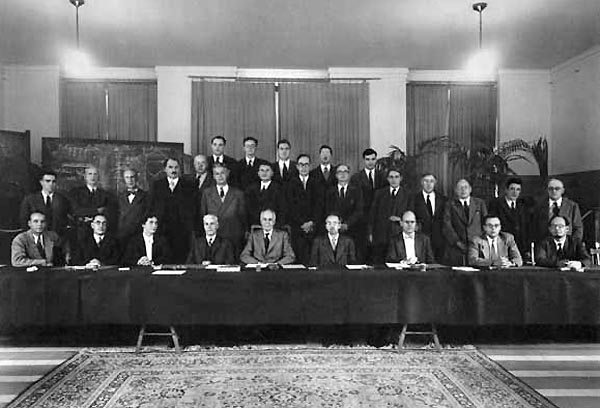
Solvay-Konferenz über Physik in Brüssel 1951. Von links nach rechts, sitzend: Crussaro, N.P. Allen, Cauchois, Borelius, Bragg, Moller, Sietz, Hollomon, Frank; mittlere Reihe: Rathenau,(nl) Koster, Rudberg,(sv), Flamache, Goche, Groven, Orowan, Burgers, Shockley, Guinier, C.S. Smith, Dehlinger, Laval, Henriot; obere Reihe: Gaspart, Lomer, Cottrell, Homes, Curien

Egon Orowan (ungarisch Orován Egon) (* 2. August 1902 in Budapest; † 3. August 1989 in Cambridge (Massachusetts)) war ein ungarisch-britischer Physiker und Metallurge. Nach György Marx war Egon Orowan einer der "The Martians", eine Gruppe von prominenten und hochbegabten Physikern und Mathematikern aus dem jüdischen Großbürgertum in Budapest.

## Leben
Orowan wurde im Óbuda-Viertel von Budapest geboren. Sein Vater, Berthold (gest. 1933), war Maschinenbauingenieur und Fabrikleiter, und seine Mutter, Josze (Josephine) Spitzer Ságvári, war die Tochter eines verarmten Gutsbesitzers.
Im Jahr 1920 ging er an die Universität Wien, wo er ein Jahr lang Chemie und ein weiteres Jahr Astronomie studierte. Nach einer sechsmonatigen Pflichtlehre in Ungarn wurde er an der Technischen Universität Berlin zugelassen, wo er zunächst Maschinenbau und dann Elektrotechnik studierte. Schließlich begann er mit eigenen Experimenten in der Physik, wo er 1928 von Professor Richard Becker als Student aufgenommen wurde. Im Jahr 1932 promovierte er über das Bruchverhalten von Glimmer.
Bald nach Hitlers Machtergreifung 1933 ging Orowan, der teilweise jüdischer Abstammung war, nach Ungarn, wo er 1934 die berühmte Arbeit über Versetzungen schrieb. Der Orowan-Mechanismus ist bis heute eine verbreitete theoretische Erklärung von Ausscheidungshärtung in Metallen. Noch in Berlin führte er die Experimente durch, die die in Beckers Arbeit von 1925 aufgestellte Theorie stützten. In 1934 erkannte Orowan, etwa zeitgleich mit G. I. Taylor und Michael Polanyi, dass die plastische Verformung duktiler Materialien mit Hilfe der von Vito Volterra 1905 entwickelten Theorie der Versetzungen erklärt werden kann. Obwohl diese Entdeckung bis nach dem Zweiten Weltkrieg vernachlässigt wurde, war sie entscheidend für die Entwicklung der modernen Wissenschaft der Festkörpermechanik.
In Ungarn scheint er zunächst Schwierigkeiten gehabt zu haben, eine Anstellung zu finden, und verbrachte die nächsten Jahre damit, bei seiner Mutter zu leben und über seine Doktorarbeit nachzudenken. Von 1936 bis 1939 arbeitete er für den Glühbirnenhersteller Tungsram.
Im Jahr 1937 nahm Orowan angesichts des drohenden Krieges die Einladung von Rudolf Peierls an und wechselte an die Universität von Birmingham im Vereinigten Königreich, wo sie gemeinsam an der Theorie der Ermüdung arbeiteten.
1939 wechselte er an die Universität von Cambridge, wo William Lawrence Bragg sein Interesse an der Röntgenbeugung weckte. Während des Zweiten Weltkriegs beschäftigte er sich mit Problemen der Munitionsproduktion, insbesondere mit dem Fließen von Kunststoffen beim Walzen. Im Jahr 1944 war er maßgeblich an der Neubewertung der Ursachen für den Verlust zahlreicher Liberty-Schiffe während des Krieges beteiligt, wobei er die kritischen Punkte der Kerbempfindlichkeit von Schweißnähten schlechter Qualität und die verschlimmernden Auswirkungen der extrem niedrigen Temperaturen im Nordatlantik identifizierte.
Im Jahr 1950 wechselte er an das Massachusetts Institute of Technology, wo er neben der Fortsetzung seiner metallurgischen Arbeit seine Interessen an geologischen und glazialen Brüchen ausbaute.
In der letztgenannten Studie entwickelte Orowan die Schriften des tunesischen Historikers Ibn Chaldün aus dem 14. Jahrhundert, um ein vermeintliches Versagen der Marktnachfrage zu prognostizieren, ähnlich wie es Karl Marx behauptete. Seine Ideen fanden bei der Mehrheit der Wirtschaftswissenschaftler wenig Anklang.
Im Laufe seines Lebens ließ er zahlreiche Erfindungen patentieren und ist Namensgeber des Orowan-Mechanismus.

## Ehrungen
- Mitglied der Royal Society (1947)[4][3]
- Mitglied der American Academy of Arts and Sciences (1951)
- Mitglied der National Academy of Sciences (1969)
- Bingham-Medaille der Amerikanischen Gesellschaft für Rheologie (1959)
- Carl-Friedrich-Gauß-Medaille der Braunschweigischen Wissenschaftlichen Gesellschaft (1968)
- Vincent-Bendix-Goldmedaille der Amerikanischen Gesellschaft für Ingenieurausbildung (1971)
- Paul-Bergse-Medaille der Dänischen Metallurgischen Gesellschaft (1973)
- Acta Metallurgica Goldmedaille (1985)